# Religia w Indonezji

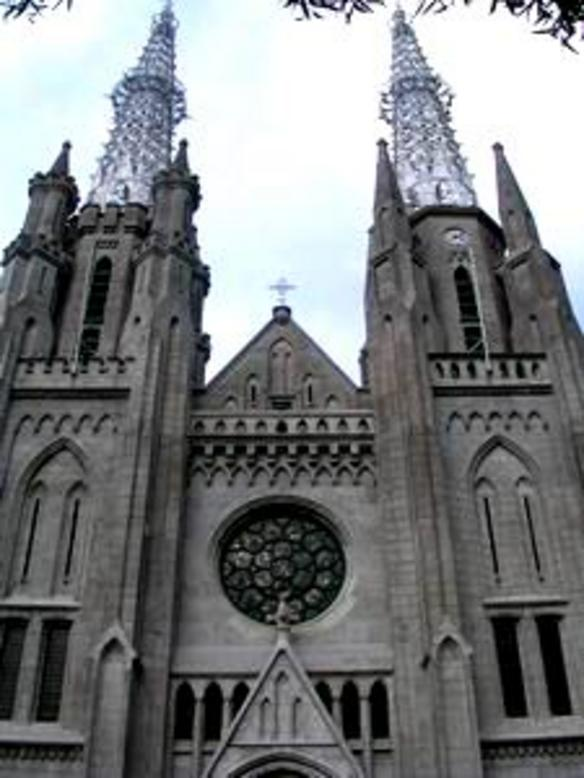
Katedra katolicka w Dżakarcie.

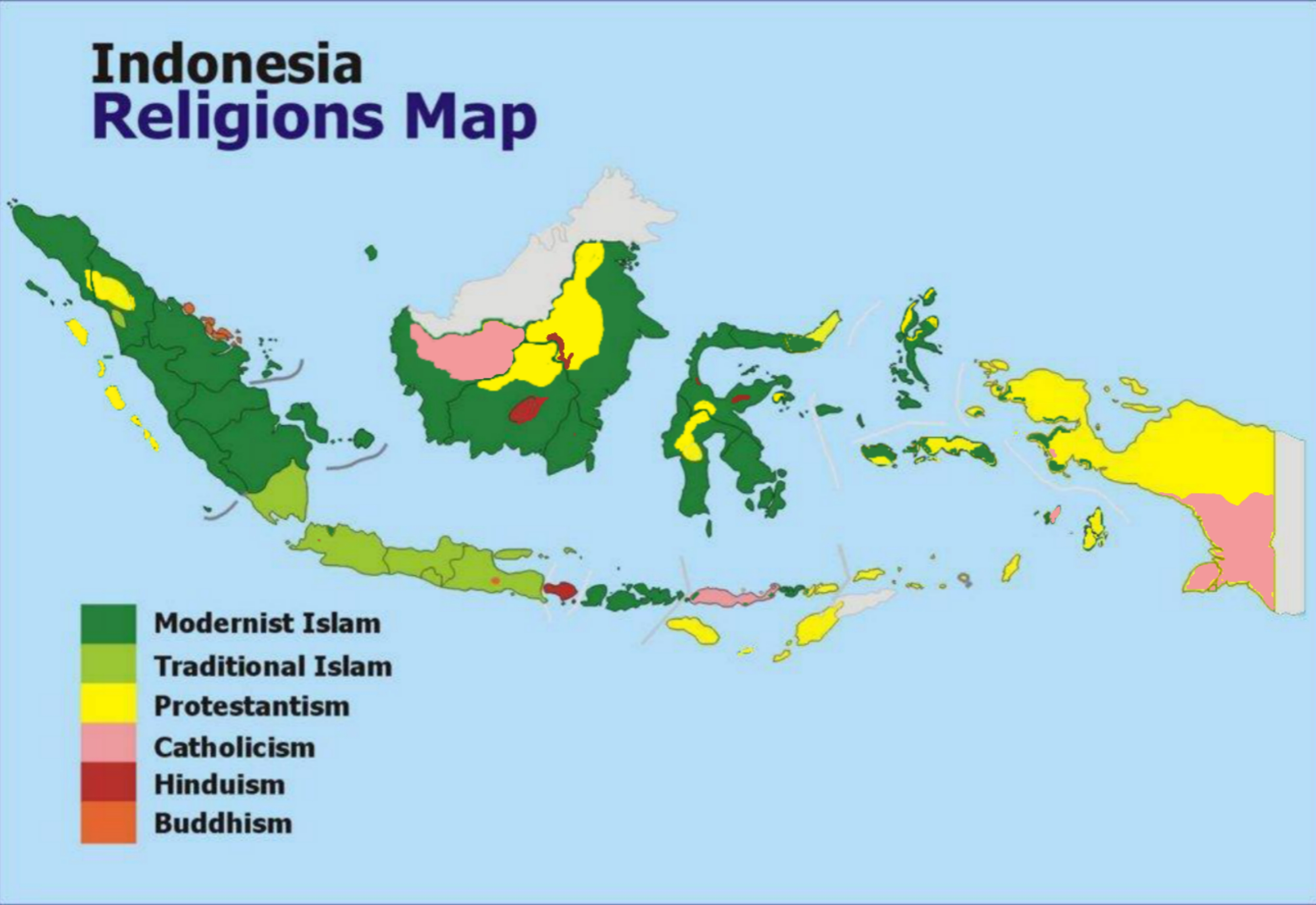
Mapa rozmieszczenia głównych wyznań

Religia w Indonezji – od XV wieku zdominowana jest przez islam. Religia ta została zasiana w XII wieku na wyspach: Sumatra, Jawa i Borneo, przez kupców muzułmańskich z Indii. Wcześniej niż islam dotarły tu hinduizm w II wieku i buddyzm w VI wieku. Katolicyzm przybył wraz z Portugalczykami około 1512 roku, którzy przebywali tu przez 150 lat. Holendrzy w 1596 roku przywieźli do Indonezji protestantyzm. Dominującymi wyznaniami wśród protestantów są kalwinizm, luteranizm i pentekostalizm, ale najszybciej rozwija się ostatnie z nich.
Konstytucja Indonezji gwarantuje wolność wyznania. Jednakże rząd uznaje tylko sześć religii (islam, protestantyzm, katolicyzm, hinduizm, buddyzm i konfucjanizm). Ustawa indonezyjska wymaga, aby każdy obywatel Indonezji posiadał dokument tożsamości, w którym przypisuje mu się którąś z tych religii.
Według spisu ludności z 2018 roku, 86,7% Indonezyjczyków to muzułmanie (głównie sunnici, również szyici i Ahmadi), 7,6% protestanci, 3,12% katolicy, 1,7% hinduiści, 0,8% buddyści, 0,5% stanowią nieokreśleni i wyznawcy innych religii.
Indonezja w 2014 roku znalazła się na 47. miejscu w Światowym Indeksie Prześladowań Open Doors w rankingu krajów, w których chrześcijanie są najbardziej prześladowani.

## Statystyki
| Wyznanie      | 1980        | %    | 1990        | %    | 2000        | %    | 2010        | %    |
| ------------- | ----------- | ---- | ----------- | ---- | ----------- | ---- | ----------- | ---- |
| Islam         | 128 460 000 | 87,9 | 156 320 000 | 87,2 | 177 530 000 | 88,2 | 207 180 000 | 87,2 |
| Protestantyzm | 8 510 000   | 5,8  | 10 820 000  | 6,0  | 11 820 000  | 5,9  | 16 530 000  | 7,0  |
| Katolicyzm    | 4 360 000   | 3,0  | 6 410 000   | 3,6  | 6 130 000   | 3,1  | 6 910 000   | 2,9  |
| Hinduizm      |             |      | 3 290 000   | 1,8  | 3 650 000   | 1,8  | 4 010 000   | 1,7  |
| Buddyzm       |             |      | 1 840 000   | 1,0  | 1 690 000   | 0,8  | 1 700 000   | 0,7  |
| Konfucjanizm  |             |      |             |      |             |      | 120 000     | 0,05 |
| Inne          |             |      |             |      |             |      | 300 000     | 0,13 |
| Nieokreśleni  |             |      |             |      |             |      | 140 000     | 0,06 |
| Niezapytani   | 4 760 000   | 3,3  | 570 000     | 0,3  | 410 000     | 0,2  | 760 000     | 0,3  |
| RAZEM         | 146 080 000 |      | 179 250 000 |      | 201 240 000 |      | 237 640 000 |      |

- Uwaga: spadek liczby katolików w latach 1990–2000 był spowodowany secesją Timoru Wschodniego w 1999 roku.